# Synema bariguiensis
Synema bariguiensis är en spindelart som beskrevs av Cândido Firmino de Mello-Leitão 1947. 
Synema bariguiensis ingår i släktet Synema och familjen krabbspindlar. Inga underarter finns listade i Catalogue of Life.